# Eda Lichtman
Pour les articles homonymes, voir Lichtman.
Eda Lichtman, née Fischer le 1er janvier 1915 à Jarosław (Autriche-Hongrie) et morte en 1993, était l'une des 47 personnes ayant survécu au camp d'extermination de Sobibór, en Pologne. Elle s'enfuit lors de la révolte de Sobibór.

## Biographie
Arrivée au camp d'extermination en juin 1942, Eda Fischer est sélectionnée comme détenue de travail, et affectée à la blanchisserie des camps 1 et 2. Elle y fait la connaissance d'Itzhak Lichtman, qui deviendra son époux. Il participe à la révolte de Sobibór et, avec un autre détenu, abat le SS Josef Vallaster avec une hache.
Eda Lichtman témoigne lors du procès d'Eichmann et collabore auprès de l'Institut Historique Juif en Pologne, ainsi qu'auprès de Yad Vashem. Elle et son mari émigrent dans les années 1950 en Israël. Leur témoignage, recueilli par Richard Rashke, sur le camp d'extermination paraît dans le livre du même nom.

## Femmes survivantes
Seuls 53 détenus du camp d'extermination de Sobibor ont survécu, et parmi eux 6 femmes :
- Hella Felenbaum-Blanc ;
- Estera Raab (née Turner) ;
- Ursula Stern (épouse Ilona Safran) ;
- Selma Wijnberg (épouse Engel) ;
- Regina Zielinski (née Feldman) ;
- Zelda Metz-Kelbermann (née Metz).